# 翡翠玉器藝術博物館
翡翠玉器藝術博物館，是位於路環天后古廟旁邊的博物館，原為天后古廟的右廂，於2002年1月27日天后古廟舉行媽祖天后翡翠聖像開光大典時開幕，展出古玉精品及翡翠工藝品超過200件。

## 沿革
媽祖天后翡翠聖像開光大典暨翡翠玉器藝術博物館，將於1月27日上午十時半揭幕﹐在路環民國馬路天后古廟舉行﹐由路環街坊四廟慈善會主辦﹐澳門道教協會､澳門媽祖文化慈善會､政府有關部門﹐以及多個民間文化､書畫､曲藝及體育社團協辦。為開光大典增添文化藝術色彩﹐將展出二百多件翡翠工藝品及古玉精品。主辦單位表示希望藉此增加澳門文化旅遊的內涵，吸引市民和旅客到路環觀光，配合特區政府博彩旅遊業的經濟發展政策。

## 相關資訊
- 開放時間：上午10:00 至 下午5:00
- 入場費：免費開放